# Castello di Brucoli
Il castello di Brucoli, anticamente castello della Bruca, è situato nell'omonima frazione di Augusta, in provincia di Siracusa, in Sicilia.

## Storia
Il castello fu voluto dalla regina Giovanna Enríquez, che aveva ricevuto in dono la zona dal marito, il re Giovanni II di Aragona. La regina, nel 1467, concesse la costruzione a Giovanni Cabastida, un ciambellano proveniente da Barcellona, che lo ebbe in concessione per tre generazioni.
Il motivo per cui venne costruito una simile opera fortificata, era principalmente quello di premunirsi contro una crescita esponenziale dell'espansione turca lungo le coste del Mediterraneo. Nel secolo successivo all'edificazione del castello, alle incursioni dei Turchi si vennero ad aggiungere quelle barbaresche provenienti dalle coste settentrionali dell'Africa, cui tra l'altro è legata la leggenda del Santo Patrono Nicola di Bari.

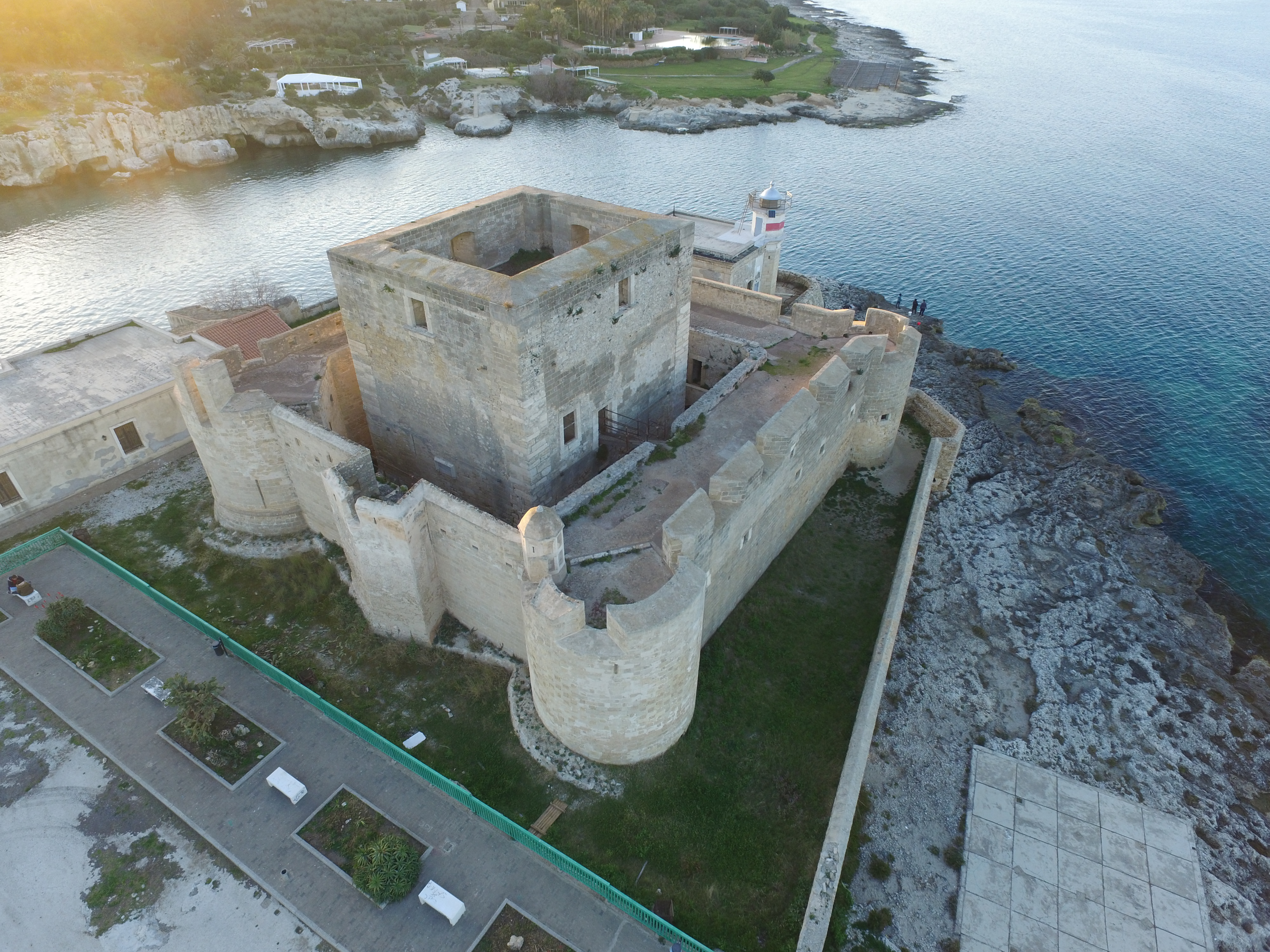
Foto aerea del castello

La fortezza sorse all'imboccatura del porto-canale non solo per scopi difensivi, ma anche per controllare i commerci marittimi e custodirne le riserve di grano che vi confluivano. Quindi per la protezione di quei traffici e del piccolo villaggio che sorgeva ai suoi piedi, il castello assumeva un ruolo di fondamentale importanza.

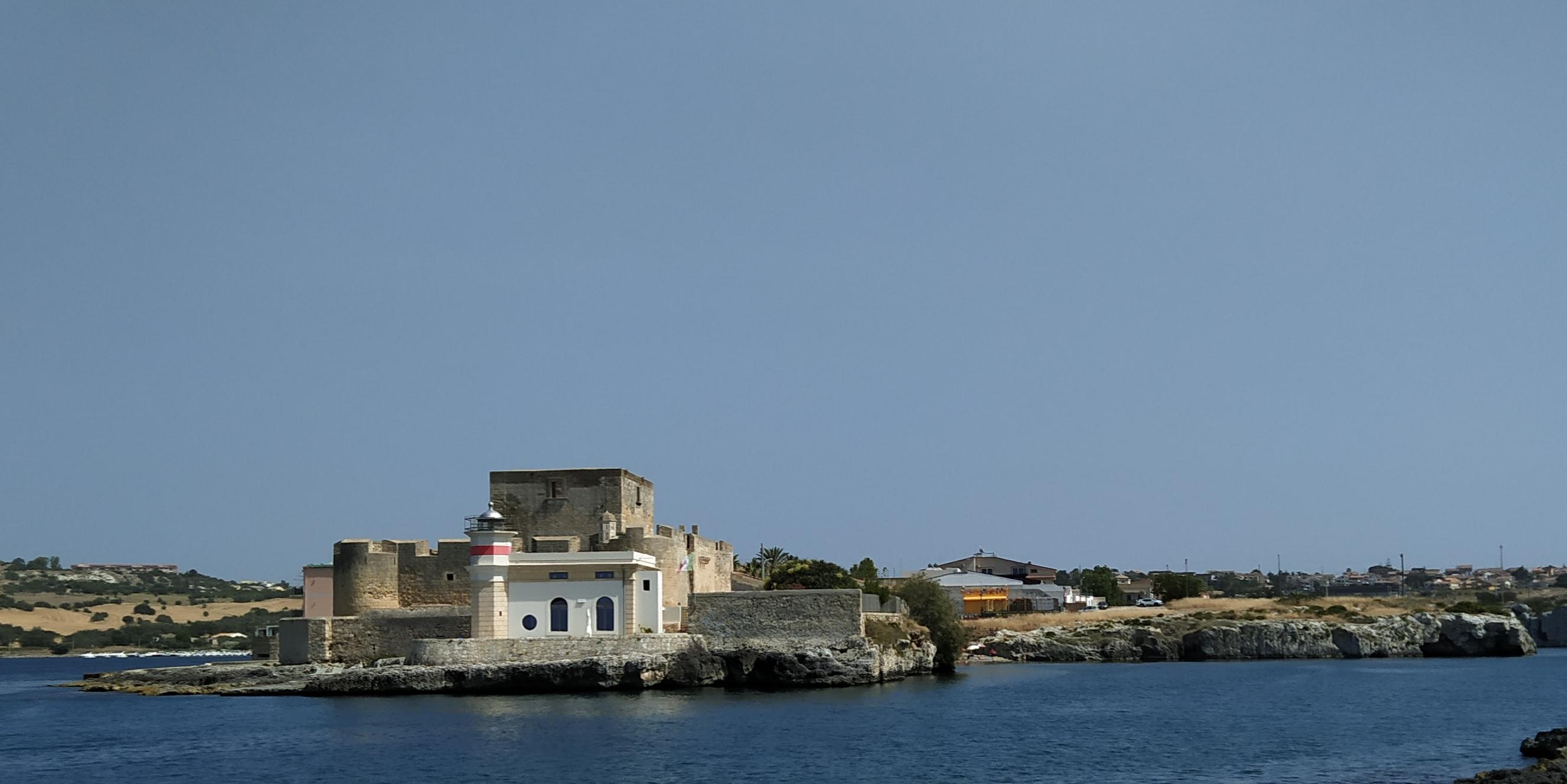
Il castello ed il faro dal mare

L'importanza della posizione del castello per il porto-canale è attestata - in tempi più recenti - anche dalla costruzione, nel 1911, del Faro di Brucoli, nella stretta fascia tra la fortezza ed il mare.